# Dolophilodes mroczkowskii
Dolophilodes mroczkowskii är en nattsländeart som beskrevs av Lazar Botosaneanu 1970. Dolophilodes mroczkowskii ingår i släktet Dolophilodes och familjen stengömmenattsländor. Inga underarter finns listade i Catalogue of Life.